# 森屋隆
森屋 隆（もりや たかし、1967年6月28日 - ）は、日本の政治家、労働運動家。元参議院議員（1期）、立憲民主党大阪府総支部連合会代表代行兼政策調査会長。

## 来歴
東京都西多摩郡檜原村生まれ。1986年3月、東京都立多摩工業高等学校卒業。同年4月、西東京バスに就職。バスの運転士、整備士として働いたのち、同社労働組合本部執行委員などを務め、2015年に日本私鉄労働組合総連合会（私鉄総連）交通対策局長に就任。
2015年2月、民主党から次期参院選の公認内定を受ける。2016年7月の第24回参議院議員通常選挙に民進党比例区から出馬し、102,208票を得るが落選。2019年に予定される第25回参議院議員通常選挙においても民進党からの立候補を予定していたが、2018年2月に森屋の支持母体である私鉄総連が立憲民主党に公認申請を行うことを決定した。
2019年7月21日に行われた第25回参議院議員通常選挙で、立憲民主党は比例代表に計22人の候補者を擁立し、8議席を確保。森屋は104,339票を獲得し、得票数5位で初当選した。私鉄総連の組織内候補が国会に議席を持つのは2010年に引退した渕上貞雄（社会民主党）以来9年ぶり。
2020年8月24日、旧立憲民主党と旧国民民主党は、2つの無所属グループを加えた形で合流新党を結成することで合意した。同年9月10日に行われた新「立憲民主党」の代表選挙では枝野幸男の推薦人に名を連ねた。
2021年10月31日の第49回衆議院議員総選挙で立憲民主党は議席を「109」から「96」に減らし、11月2日、枝野幸男代表は引責辞任を表明。枝野の辞任に伴う代表選挙（11月30日実施）では逢坂誠二の推薦人に名を連ねた。
2025年7月20日に行われた第27回参議院議員通常選挙では、比例区で74,495票を獲得したが、党内順位10位に対し党が確保した議席が7つに留まったため落選。

## 選挙歴
| 当落 | 選挙                     | 執行日         | 年齢 | 選挙区       | 政党         | 得票数     | 得票率 | 定数 | 得票順位 /候補者数 | 政党内比例順位 /政党当選者数 |
| ---- | ------------------------ | -------------- | ---- | ------------ | ------------ | ---------- | ------ | ---- | ------------------ | ---------------------------- |
| 落   | 第24回参議院議員通常選挙 | 2016年07月10日 | 49   | 参議院比例区 | 民進党       | 10万2208票 | ーー   | 48   | 15/22              | 15/11                        |
| 当   | 第25回参議院議員通常選挙 | 2019年07月21日 | 52   | 参議院比例区 | 旧立憲民主党 | 10万4339票 | ーー   | 50   | 5/22               | 5/8                          |
| 落   | 第27回参議院議員通常選挙 | 2025年07月20日 | 58   | 参議院比例区 | 立憲民主党   | 7万4495票  | ーー   | 50   | 10/22              | 10/7                         |